# Leucogenes
Leucogenes là một chi thực vật có hoa trong họ Cúc (Asteraceae).

## Loài
Chi Leucogenes gồm các loài: